# Klein Londen, Klein Berlijn
Klein Londen, Klein Berlijn is een Vlaamse televisieserie uit 1988.
Het scenario werd geschreven door Rudy Geldhof op basis van autobiografische gegevens. Dré Poppe was de regisseur. Deze zevendelige reeks, uitgezonden op de toenmalige BRT, speelt zich af in een klein Vlaams dorp, voor, tijdens en na de Tweede Wereldoorlog. De burgerij die in "het Dorp" woont, zal tijdens de oorlog collaboreren met de Duitsers, terwijl het iets meer volkse deel van de bevolking in "het Veld" woont, een gehucht aan de rand van het dorp. In de serie komen de confrontaties tussen "zwarten" en "witten" in beeld.
De serie werd opgenomen in onder meer Wortegem, Ursel (op Vliegveld Ursel) en Moerzeke. Een aantal nachtelijke beelden en de spoorwegscène werden gefilmd aan de Sint-Pietersburcht in Puurs. Er werd gefilmd in Hamme, Temse, Wortegem-Petegem, Kruibeke en Puurs.

## Hoofdrollen
- Paul Cammermans als Charley Sierens (de Canadees)
- Ilse Uitterlinden als Margriet
- Wim Danckaert als Marc Sierens
- Hilde Uitterlinden als Hilda
- Hans Royaards als Gerard Sierens
- Erik Burke als Edwin
- Carry Goossens als Cyriel
- Christel Domen als Liesje

## Rest cast
- Roger Bolders
- Sjarel Branckaerts
- Jef Burm als banjospeler
- Ludo Busschots als Michel
- Anton Cogen
- Walter Cornelis
- Jo De Backer
- Jan Decleir als Raymond
- Denise De Weerdt
- Roger De Wilde
- Els Dottermans als Els
- Blanka Heirman
- Suzanne Juchtmans
- Horst Mentzel
- Vic Moeremans
- Lieve Moorthamer als mevrouw Meersman
- Ronald Oudmans als Jan
- Dirk Roofthooft
- Edward Rooze als Nand
- Max Schnur
- Filip Sillis als Poltje
- Dora van der Groen als juffrouw Spanoghe
- Willy Vandermeulen als Meersman
- Gabriël Van Landeghem
- Nadine Vanvossem als Liliane
- Dries Wieme als Oscar
- Veerle Wijffels

Het scenario van Rudy Geldhof werd in 1988 door Willy Van Poucke naar een roman omgezet die door boekhandels en de BRT werd verkocht. Een aflevering van de serie werd in 1990 door de BRT ingezonden in de competitie van het Festival de télévision de Monte-Carlo. Door een logistiek probleem haalde de inzending evenwel nooit de selectie.
De reeks verscheen op 22 februari 2011 op dvd in de reeks VRT-klassiekers.